# Tangentopoli
Tangentopoli (Aussprache [tandʒen'tɔpoli]; wörtlich Stadt der Schmiergeldzahlungen von italienisch tangente ‚Schmiergeld‘) ist ein Begriff, mit dem die italienische Presse Anfang der 1990er Jahre die Stadt Mailand bezeichnete, als der damalige Staatsanwalt Antonio Di Pietro ein System von Korruption, Amtsmissbrauch und illegaler Parteifinanzierung offenlegte. Später wurde das Wort zu einem Synonym für die kriminellen Verflechtungen, die das politische System der so genannten Ersten Republik prägten, also der Zeit vor dem Zusammenbruch der Parteienlandschaft infolge der gerichtlichen Untersuchungen Mani pulite und der Wahlrechtsreform 1993.

## Entstehung des Begriffs
Am 17. Februar 1992 wurde in Mailand Mario Chiesa, der Chef des Altersheimes Pio Albergo Trivulzio und Funktionär der Sozialistischen Partei, von einem verdeckten Ermittler beim Einstreichen von Schmiergeld erwischt. Die Aussagen von Chiesa, nachdem sein beträchtliches, durch Schmiergeldzahlungen angehäuftes Vermögen beschlagnahmt worden war, und die zahlreichen Hinweise auf weitere Unregelmäßigkeiten und Verbindungen zu vielen Politikern erlaubten es der Mailänder Staatsanwaltschaft, ihre Untersuchungen auszuweiten, die im Laufe weniger Monate viele hundert Politiker und Unternehmer miteinbezogen.
Die Untersuchungen des Staatsanwalts Antonio Di Pietro liefen unter dem Namen Mani pulite („saubere Hände“). Bald schon offenbarte sich den Ermittlern ein riesenhaftes, netzartig strukturiertes System von Korruption, Amtsmissbrauch und illegaler Parteifinanzierung, was dazu führte, dass Mailand in verschiedenen Zeitungen als Tangentopoli („Schmiergeldstadt“) bezeichnet wurde.

## Ausweitung auf ganz Italien
Die Ausweitungen der Ermittlungen auf ganz Italien führten dazu, dass auch mehrere auf nationaler Ebene bekannte und aktive Politiker gerichtlich belangt wurden. Bald zeigte sich, dass viele Abgeordnete, Senatoren, Staatssekretäre und Minister tief in den Skandal verstrickt waren. Dies führte zu einem politischen Erdbeben, dem Zusammenbruch der alten Parteienlandschaft und einem neuen Wahlrechtsgesetz, welches das Mehrheitswahlrecht einführte. Für die Zeit vor diesem Zusammenbruch bürgerte sich der Begriff Erste Republik ein, mit Tangentopoli bezeichnete man nunmehr die kriminellen Verflechtungen, die das politische System dieser Zeit prägten und deren Aufdeckung es schließlich zu Fall brachten.